# Бондаренко, Илья Алексеевич
Илья Алексеевич Бондаренко (бел. Ілья Аляксеевіч Бандарэнка; род. 22 февраля 2005, Минск) — белорусский футболист, нападающий клуба «Минск».

## Карьера
Воспитанник футбольной академии «Минска». В начале 2023 года футболист стал выступать за дублирующий состав клуба. За основную команду клуба дебютировал 2 сентября 2023 года в матче против гродненского «Немана», выйдя на замену на 48 минуте. Однако затем футболист провёл оставшуюся часть сезона на скамейке запасных, продолжая выступать за дублирующий состав клуба. По итогу сезона футболист вместе с клубом завершил чемпионат на итоговом девятом месте.

## Международная карьера
В октябре 2021 года футболист получил вызов в юношескую сборную Беларуси до 17 лет для участия в квалификационных матчах юношеского чемпионата Европы. Дебютировал за сборную 19 октября 2021 года в матче против сборной Англии.
В сентябре 2023 года футболист получил вызов в юношескую сборную Беларуси до 19 лет.